# Бой на базе Мэри-Энн
Бой на базе Мэри-Энн — эпизод войны во Вьетнаме, произошедший рано утром 28 марта 1971 года, когда сапёры Национального фронта освобождения Южного Вьетнама атаковали американскую базу в провинции Куангтин (Южный Вьетнам).
База огневой поддержки Мэри-Энн была расположена так, чтобы помешать перемещению вражеских войск и техники по коридору К-7 и тропе Дак Роуз (ответвления тропы Хо Ши Мина). Предполагалось, что база будет временной. Однако, она продолжила существовать на постоянной основе, на базе размещалась по крайней мере одна рота армии США. На момент нападения на базе находился 231 американский солдат.
Огневую базу планировалось передать Армии Республики Вьетнам (АРВН). Для поддержки операций АРВН на юге 21 артиллерист АРВН вместе с двумя 105-мм гаубицами находились на Мэри-Энн.
В течение нескольких месяцев, предшествовавших атаке, активность противника в этом районе была низкой, а контакты — нечастыми. Отсутствие значительных боевых действий в последнее время, а также подготовка к передаче базы подразделениям АРВН создали у американских солдат ложное чувство безопасности. Атака сапёров была внезапной и очень успешной, с последствиями для аппарата управления 23-й пехотной дивизии. Битва была описана как «неистовство вьетконговцев, которые бросали ранцы в командный бункер, резали американцев во сне и уничтожили всё оборудование связи». Расследование нападения было поручено начальнику штаба армии Уильяму Уэстморленду. Причинами были названы невыполнение служебных обязанностей, пассивное поведение и провалы в командовании со стороны офицеров. Обвинения были предъявлены шести офицерам, в том числе командиру 23-й дивизии и помощнику командира.

## Предыстория и постройка базы
База Мэри-Энн была создана 19 февраля 1970 года военнослужащими 1 батальона 46 полка, входившего в 196-ю легкую пехотную бригаду (196 ЛПБр). В тот момент база не планировалась как постоянная, и была оставлена батальоном примерно через два месяца после создания. Ситуация вынудила 1 батальон вернуться на Мэри-Энн 27 июня. По словам одного из командиров батальона, с оборонительной точки зрения это было плохое место для огневой базы: «[База была построена] в седловине, с трех сторон вокруг неё — холмы». База находилась на пределе дальности вертолётов, находящихся на базе Чулай. Однако, только это место позволяло орудиям, расположенным на базе Мэри-Энн, обстреливать ключевые участки района, включая тропу Дак Роуз.
Конструкция базы Мэри-Энн не отличалась от многих других баз огневой поддержки, построенных США в Южном Вьетнаме. База протянулась с северо-запада на юго-восток на 500 метров вдоль хребта высотой 200 метров, который соединял два холма. Ширина базы 125 метров у краёв, 75 метров в самой узкой части. По периметру базы шёл окоп («по колено на одних участках и по пояс на других»), соединявший 22 бункера. Бункеры были сделаны из остатков транспортных контейнеров, что было типично для периода конца войны. В дополнение к ним на базе было более тридцати различных построек (хижин, бункеров из мешков с песком и подобных не капитальных сооружений). В юго-восточной части располагались Центр тактических операций батальона (B-TOC) и командный пункт роты, рядом с ними небольшая вертолётная площадка. Тут же располагались столовые, узел связи, медпункт батальона, бункеры с боеприпасами, склад и две огневые позиции артиллерии. В северо-западной части находилась вторая артиллерийская позиция с двумя 155-мм гаубицами, центр управления огнем и командный пункт артиллерии. Центральная часть базы служила вертолетной площадкой для снабжения. Базу разделяла грунтовая дорога, которая выходила за периметр в двух места: на юго-западе она шла мимо стрельбища к роднику, который обеспечивал базу водой, и на северо-западе к свалке.
Вскоре после второго открытия база Мэри-Энн много раз подвергалась разведыванию (четыре попытки зарегистрированы в период с июля по август 1970 года). Один автор утверждает, что базу можно было легко наблюдать с окружающих её возвышенностей. Последним крупным боестолкновением в этом районе была перестрелка 13 августа, когда рота А 1 батальона нанесла удар и захватила «то, что, вероятно, было командным пунктом СВА в этом районе». После этой перестрелки организованное сопротивление, казалось, прекратилось. Эта тишина в сочетании с обычным циклом замен на всех уровнях американских подразделений (от рядовых стрелков до командиров рот и батальонов) привела к тому, что уходящий командир батальона назвал «ужасно беззаботным» мышлением.

## Перед атакой
К моменту атаке на базе Мэри-Энн находилась рота C («Чарли») 1 батальона 46 полка (75 человек под командованием капитана Ричарда В. Найта). Кроме того, тут же находились 18 человек из разведывательного взвода роты E («Эхо»), готовившиеся к предстоящей на следующий день операции, и 34 человека обслуживающего персонала штаба батальона (медики, радисты и т. д.). Остальной гарнизон (не считая артиллеристов АРВН) состоял из частей рот A («Альфа»), B («Браво») и D («Дельта») 1 батальона (всего 22 человека на пути между своими подразделениями и тылом) и артиллеристов различных орудий (в том числе расчёт счетверенного пулемета калибра .50 из батареи G 55-го артиллерийского полка ПВО). Согласно одному источнику, все РЛС наземного наблюдения и прицелы ночного видения, ранее находившиеся в Мэри-Энн, «были отправлены в тыл батальона для обслуживания». В результате на базе остался ряд наземных датчиков, предназначенных для обнаружения движения на расстоянии от 1500 до 4900 метров. Эти датчики фиксировали движение вскоре после того, как база была вновь открыта, но к реальным боестолкновениям данные датчиков не привели.
Рота C была единственной полной ротой на Мэри-Энн. Роты A и B были заняты в операции на юге и востоке от базы, недалеко от посадочной площадки (LZ) «Милдред» (15°23′55″ с. ш. 108°15′00″ в. д.). Также с базы Мэри-Энн на LZ Милдред была переброшена часть артиллерии (включая ротные 81-мм миномёты и тяжелые 4,2-дюймовые миномёты роты E). Перед нападением внимание командира батальона (подполковника Дойла) было сосредоточено на операциях возле LZ Милдред. Командный пункт батальона должен был перебраться на Милдред 28 марта, из-за чего на Мэри-Энн было прекращено всё строительство, включая ограждение дорог, ведущих к базе.
В ранних отчетах о нападении говорится, что защитники «провалили задачу охранения периметра» базы. Кит Нолан в своём исследовании опровергает эту позицию и указывает, что «историки [включая автора книги, обсуждавшего Мэри-Энн в более ранней работе] ошиблись». Тем не менее, даже в его работе усматриваются признаки недостаточной бдительности гарнизона Мэри-Энн. Во многих отчетах упоминается, что охрана периметра была как минимум неравномерной. Один военнослужащий штабной роты заявил, «я не думаю, что капитан Найт [командир роты Чарли] имел представление о том, насколько слабой была оборона… потому что в этой области, и только в этой области, Найт не был бдителен. Он отдал своим лейтенантам и сержантам контроль линии бункеров». Часто их контроль был недостаточным, что ещё более усугублялась нехваткой людей в роте и неспособностью укомплектовать бункеры по всему периметру. Кроме того, сигнальные ракеты, размещённые на спирали Бруно вокруг базы, регулярно срабатывали под действием винтов больших вертолётов CH-47 Chinook, доставлявших припасы. Американцы готовились передать базу АРВН, и не заменяли ракеты своевременно. Такое расслабленное отношение в сочетании с хорошей подготовкой атакующих сапёров имело фатальные последствия для роты Чарли. Хотя защитники Мэри-Энн и не «съеживались в своих бункерах» , они не были готовы к наземной атаке. Эту неготовность не заметил командующий 196 ЛПБр полковник Уильям С. Хэтэуэй во время визита на базу 27 марта, за день до атаки. Позже он заявил, что то, что он видел на Мэри-Энн в тот день, «было большим улучшением по сравнению с тем, что я видел раньше … войска были начеку».

## Бой
В предрассветные часы 28 марта сапёры из 409-го сапёрного батальона Вьетконга подошли к проволочному ограждению базы Мэри-Энн и заняли позиции для атаки. Их точное количество, но большинство источников согласны с тем, что их было не менее 50. Как было принято в таких подразделениях, сапёры были в шортах цвета хаки и замаскированы сажей, имели АК-47 и РПГ-7, ранцевые заряды и гранаты для атаки бункеров. Сапёры полагались на скрытность и неожиданность, и редко имели тяжелое вооружение. 409-й батальон был известен отделу разведки 196-го ЛПБр, но ранее он действовал против целей АРВН к северу от провинции Куангтин. Сотрудники разведки 196-го ЛПБр предполагали, что 409-й и 402-й сапёрные батальоны находились к востоку от базы Мэри-Энн, готовясь атаковать цели АРВН в этом регионе. Никто не ожидал нападения на базу США.
Наземная атака была направлена на южную сторону базы, где земля полого уходила от периметра. Северо-восточная сторона имела крутой уклоном к реке, что было неудобно для атаки. Сапёры двигались небольшими группами по три-шесть человек, расчищая четыре пути через два внешних заграждения из колючей проволоки. Им потребовалось больше времени, чтобы преодолеть третье заграждение, которое находилось примерно в 20 метрах от линии бункеров, а затем они разошлись веером вдоль юго-западной стороны линии. Согласно типичной тактике сапёров, любая атака начинается сразу после начала миномётного обстрела. Первые 82-мм миномётные мины упали на базу Мэри-Энн в 02:30, сигнализируя о начале атаки.
Пройдя через проволоку, сапёры распределились по ключевым целям: артиллерия, бункер центра тактических операций батальона (B-TOC), командный пункту роты и бункеры по периметру. Они использовали слезоточивый газ в виде гранат или миномётных мин, наряду с обычными осколочно-фугасными. Нолан в своем рассказе об атаке также задокументировал использование газа CS.
Атака на B-TOC была облегчена лейтенантом-полковником Дойлом, поскольку он не выставил вооруженную охрану у входов в бункер (хотя этого требовали правила бригады). Сапёры использовали комбинацию газовых снарядов и ранцевых зарядов в своей атаке на бункер (примерно в 02:44 — время известно, потому что радист в бункере сообщил об этом в FDC как о прямых миномётных попаданиях, и время было зарегистрировано); командную структура на базе была разрушена. Примерно в то же время радист запросил осветительные снаряды от поддерживающих артиллерийских батарей, но не сообщил, что Мэри-Энн подверглась атаке с земли. Южная часть B-TOC к этому времени горела, пожар начался от ранцевого заряда, воспламенившего ящик гранат с белым фосфором, расположенный возле южного входа в бункер
Сапёры двигались по базе с юга на север, атакуя бункеры и огневые позиции гранатами и ранцевыми зарядами. По некоторым оценкам, штурм длился около получаса. После подтверждения наземной атаки в 02:50 Дойл запросил артиллерийский огонь вокруг холма и поддержку с воздуха, а также медицинскую эвакуацию. Артиллерия на близлежащих базах — Hawk Hill, LZ Милдред и Плизантвиль (10°51′54″ с. ш. 109°37′01″ в. д.) — быстро начала стрелять осветительными снарядами и по предполагаемым миномётным позициям, но в стрельбе по целям вокруг обороняющейся Мэри-Энн произошла «значительная задержка». Одна батарея не смогла определить для себя цели возле Мэри-Энн из-за запланированного перебазирования батальона в LZ Милдред, а стрельба с базы Плизантвилль была отложена, поскольку ситуация у Мэри-Энн оставалась неясной. Неожиданность и скорость атаки не позволили орудиям самой Мэри-Энн открыть огонь. Артиллерийские расчеты защищали свои позиции вместо того, чтобы обслуживать орудия.
В отличие от многих других бункеров, B-TOC был сделан не из контейнеров, а из дерева, и «гидроизолирован смолой, поэтому он быстро сгорел». Вызвав огневую поддержку, Дойл около 02:51 принял решение эвакуироваться из горящей конструкции и приказал командному составу перебраться на медпункт. Прежде чем переместить рации, капитан Пол Спилберг вызвал артиллерийский огонь «в пятидесяти метрах, на триста шестьдесят градусов вокруг нашей позиции». После того, как радиостанции были установлены на медпункте, он и полковник Дойл обнаружили, что командный пункт роты Чарли (резервное местоположение для командного пункта батальона) был атакован и частично разрушен.
Командный пункт роты Чарли был одной из первых целей сапёров и был поражен первыми двумя-тремя миномётными снарядами. Построенный в основном из деревянных ящиков для боеприпасов и мешков с песком, он оказался столь же уязвимым для огня, как и B-TOC. Под огнём прямой наводкой из АК-47 и из гранатомётов, бункер быстро рухнул. Капитан Найт, командир роты Чарли, был убит в первые несколько минут атаки, как и большая часть его командного состава.
Когда начался миномётный обстрел, большая часть защитников периметра укрылась в своих контейнерных бункерах. Это позволило сапёрам быстро приблизиться без какого-либо риска ответного огня. Во многих случаях они успевали преодолеть оборонительные линии до того, как защитники покинули бункеры и разместились в окопе на позициях для стрельбы. Первый сообщение о замеченных сапёров поступило от человека, спавшего в своём бункере, причём они были замечены уже когда оказались «на двух третях пути к окопу, соединяющему бункеры». Значительную часть потерь 1 батальон понёс именно в это время. Основные потери пришлись на защитников пологого склона на южной стороне. Первый взвод роты Чарли, занимавший бункеры 15-19 на стороны периметра, имевшей крутой уклон, был относительно не затронут первоначальной атакой и занял свои позиции в линии траншей. Напротив, во втором взводе в южном секторе было убито десять и ранено одиннадцать человек, прежде чем полковник Дойл и капитан Спилберг двинулись к командному пункту роты Чарли.
Третий взвод роты Чарли, занимавший бункеры 9-13, также понес тяжелые потери. Командир взвода, 1-й лейтенант Барри МакГи, был убит в рукопашной. Группы, проникшие через этот участок, двинулись вперед, чтобы атаковать позиции 155-мм гаубиц на возвышенности к северо-западу и объекты снабжения рядом с главной вертолетной площадкой. Сапёры разрушили ряд построек возле площадки, убив или ранив при этом ряд сотрудников штаба.
После преодоления шока, некоторые защитники начали оказывать сапёрам эффективное сопротивление. Вскоре после того, как полковник Дойл и капитан Спилберг достигли частично разрушенного КП роты Чарли, счетверённый пулемёт калибра .50 базы открыл огонь, «очередями вниз по холму и в долину — и прямо на следующий склон холма». Расчёт продолжал стрелять до рассвета, когда сгорели четыре ствола орудия. Спилберг также начал собирать выживших возле КП и медпункта, перемещать раненых и создавать импровизированные оборонительные сооружения.
Хотя артиллерия начала вести огонь вскоре после первых сообщений об атаке, авиация средства появились над Мэри-Энн только в 03:25. Вертолет Night Hawk из группы D 1-й эскадрильи 1-го кавалерийского полка (в сопровождении корабля преследования, предназначенного для сброса осветительных ракет и спасения экипажа Night Hawk в случае возникновения проблем) прибыл на место и начал атаковать цели на юго-восточном склоне холма. Вынужденный выйти из боя для дозаправки, пилот (капитан Норман Хейс) узнал, что дополнительные боевые и эвакуационные вертолеты еще не вылетели с базы Чулай, хотя Хейс запросил их как только прибыл в район Мэри-Энн. Из-за сбоев связи штаб бригады и дивизии полагал, что базу обстреливали только миномёты, поэтому необходимость поддержки с воздуха казалась менее острой. Пока Хейс заправлялся топливом, в воздухе над базой находился только один UH-1 из роты А 123-й авиационный батальона. Он обеспечивал огневую поддержку, используя дверные пулемёты и гранаты. Прежде чем уйти на дозаправку, он приземлился на площадке у B-TOC, подобрал «шесть или семь» наиболее серьёзных раненых и эвакуировал их в Чулай.
Сапёры прекратили бой к тому времени, когда командир бригады полковник Хэтэуэй прибыл на вертолёте на Мэри-Энн. Шла эвакуация раненых, боевые вертолеты вели огонь по целям за пределами базы. Реакция Хэтэуэя на то, что он увидел на земле, была позже описана капитаном Спилбергом так, как будто «[он] только что вошел в Освенцим». Хэтэуэй был лишь первым из ряда высокопоставленных офицеров, прибывших на Мэри-Энн. Командир дивизии генерал-майор Джеймс Л. Болдуин прибыл вскоре после 07:00, чтобы оценить ущерб. К 09:00 прибыл начальник штаба батальона, чтобы сменить подполковника Дойла, а в 11:00 на Мэри-Энн была переброшена рота D, которая заменила роту C в качестве гарнизона базы. Около 16:00 северные вьетнамцы обстреляли базу из 12,7-мм пулемета, ранив одного американца и напомнив гарнизону Мэри-Энн, что они все еще находятся под наблюдением.

## Споры и последствия
В результате боя защитники потеряли 33 убитыми и 83 ранеными. Потери вьетнамской стороны остаются неизвестными, фактически на месте боя обнаружены 15 тел. Также обнаружены следы крови и волочения, но какие потери остались неучтёнными — неизвестно.
Тела сапёров вызвали первый из многих споров, касающихся боя. Следуя стандартной процедуре, полковник Хэтэуэй приказал похоронить 15 погибших вьетнамцев «до того, как они начнут представлять опасность для здоровья». Майор Дональд Поттер, начальник штаба 1 батальона, отдал распоряжение о захоронении рядом с главной вертолётной площадкой. По невыясненным причинам пять тел вместо этого были перевезены на свалку. Это было замечено в 12:00, когда тела уже начали раздуваться от жары. Майор Поттер приказал командиру роты D «пойти и сжечь их там, на свалке», похоже, не понимая, что это считается военным преступлением. Нолан также отмечает, что тела неоднократно сжигались в течение следующих нескольких дней.
До нападения с базы поступали сообщения о возможном проникновении вьетконговцев в ряды военнослужащих АРВН, присутствовавших на Мэри-Энн. Был случай, когда мужчина с эмблемой лейтенанта АРВН поинтересовался, как проще всего выбраться с огневой базы, потому что его люди хотели порыбачить. Ему сказали, что проще всего выйти и войти в лагерь через южный сектор периметра. Во время боя огонь по американцам вёлся в том числе и с участка базы, занятого АРВН. Однако один американский солдат, который был ранен и оставался в секторе АРВН на протяжении всего боя, позже заявил, что не видел, чтобы АРВН стреляла по позициям США. Батарея АРВН располагалась в северном секторе базы, который сапёры не атаковали, и этим отчасти можно объяснить их бездействие. Инспекция 23-й пехотной дивизии отметила, что северо-восточная сторона базы в целом нетронута, включая зону хранения боеприпасов батальона. Действия солдат АРВН ничем не отличались от действий многих солдат США в укрытии до окончания атаки. После нападения АРВН решила не размещать свои войска на базе, и 24 апреля база была закрыта.
Как нападение, так и последовавшие за ним события (включая сожжение тел нападавших на свалке) были расследованы как 23-й пехотной дивизией, так и Командованием по оказанию военной помощи Вьетнаму (MACV). В то время как инспекция дивизии ограничилась рекомендациями об улучшении обороны баз, MACV провела более глубокое расследование, в результате которого были обнаружены ошибки на всех уровнях управления, начиная с дивизионного.
События в Мэри-Энн отразились на всей цепочке командования 23-й пехотной дивизии и 196-й ЛПБр. В июле 1971 года М. Г. Болдуин был смещён с поста командира 23-й пехотной дивизии. Военные источники, цитируемые в новостях, предполагали, что он был освобожден из-за нападения на Мэри-Энн. Несмотря на рекомендации заместителя главного инспектора MACV о понижении его в звании и вынесении выговора, Болдуин получил более мягкое наказание в виде предупредительного письма за события в Мэри-Энн и ушел в отставку с должности генерал-майора в 1972 году Полковник Уильям С. Хэтэуэй, командир 196-й ЛПБр, был исключен из списка повышения до бригадного генерала, а подполковник Уильям П. Дойл получил выговор. Дойл оставался на службе до выхода на пенсию, но не получил повышения. Шесть офицеров (включая М. Г. Болдуина и помощника командира дивизии) получили дисциплинарное взыскание от министра армии.

## База Мэри-Энн в истории Вьетнамской войны
Историки использовали бой на базе Мэри-Энн для иллюстрации упадка американских воинских частей во Вьетнаме. Эту позицию разделяют историки Шелби Стэнтон и Льюис Сорли, придающие событию большое значение в своих работах о последних годах армии США во Вьетнаме. Оценка Сорли особенно резка, он утверждает, что 1 батальон 46 полка «была пронизан наркотиками и некомпетентностью» и что «катастрофа усугубилась сокрытием, которое было поддержано в том числе и командованием дивизии». Кит Нолан изначально имел такое же мнение, но позже изменил его в своей окончательной работе Sappers in the Wire. Упоминаемое Сорли сокрытие плохо согласуется с расследованием, которое инспекция дивизии провела в течение нескольких недель после нападения.
Сорли утверждает, что ситуация в Мэри-Энн была уникальной. «Если были бы другие подразделения, столь же беспечные и недисциплинированные, как подразделение в Мэри-Энн, враг наверняка обнаружил бы и использовал их слабости столь же безжалостно. Однако этого не произошло». Однако случались и другие серьёзные атаки на базы огневой поддержки во Вьетнаме.
Менее чем за три года до этого, в августе 1968 года, сапёрное подразделение Дак Конг атаковало территорию MACV-SOG возле Дананга. Комплекс, в котором размещались органы управления и контроля Северного командования SOG (CCN), считался объектом строгого режима, укомплектованным элитными войсками, но во время атаки «дюжина зеленых беретов была убита вместе с неизвестным количеством наёмников-нунгов». По случайности один из защитников Мэри-Энн также находился на территории CCN во время нападения на него. Сапёры также атаковали войска 101-й воздушно-десантной дивизии в марте 1971 года на базе Кхешань. База была открыта для поддержки операций АРВН в Лаосе во время операции Lam Son 719, имела запасы топлива и средства обслуживания вертолетов. Сапёры понесли потери, но вышли на взлетно-посадочную полосу и уничтожили как склады боеприпасов, так и топливные цистерны. Подобные атаки имели место на базы Crook в 1969 году и Illingworth в 1970 году.